# 알렉세예브나 소피아

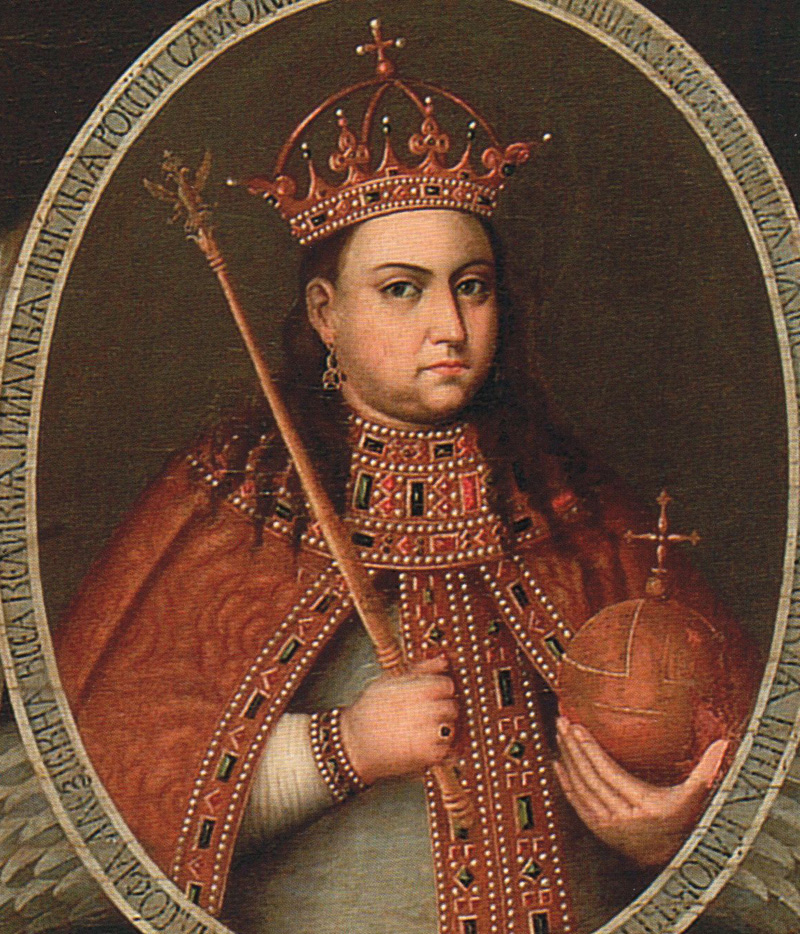

알렉세예브나 소피아(Со́фья Алексе́евна, 1657년 9월 27일 ~ 1704년 7월 14일)는 1682년부터 1689년까지 치리한 러시아 차르국의 섭정이다.
알렉세이 미하일로비치의 셋째 딸로 태어났다. 형제 표도르 3세가 1682년 4월 27일 사망하자 소피나는 자신의 뜻과 관계 없이 러시아의 정치에 휘말리게 되었다.